# Mauro Maidana
Mauro Ángel Maidana (Esperanza, Provincia de Santa Fe, Argentina; 12 de julio de 1990) es un futbolista argentino. Juega como lateral por izquierda, aunque también puede desempeñarse como marcador central, y su primer equipo fue Unión de Santa Fe. Actualmente milita en Deportivo Táchira de la Primera División de Venezuela.

## Trayectoria
Debutó el 22 de agosto de 2009, en el partido que su equipo, Unión de Santa Fe, le ganó a Gimnasia y Esgrima en Jujuy por 3 a 2, con un gol de Pedro Suárez en la última jugada del partido. En dicho encuentro ingresó a los 48 del segundo tiempo en reemplazo de Germán Weiner.
Su primer partido como titular fue el 9 de octubre de 2009, en la victoria de Unión sobre Boca Unidos de Corrientes por 1 a 0. El 16 de noviembre de ese mismo año convirtió su primer y (hasta ahora) único gol con la camiseta de Unión, en la victoria ante Olimpo por 2 a 0.
Formó parte del plantel tatengue que logró el ascenso a la Primera División en 2011.
Para la temporada 2011/2012 le fue asignado el dorsal número 19. Su debut en la Primera División se dio el 15 de abril de 2012, en la victoria de Unión ante Arsenal por 1 a 0. En ese partido ingresó a los 45 del segundo tiempo en reemplazo de Matías Donnet.
Jugó también en Douglas Haig de Pergamino, Independiente Rivadavia, Argentinos Juniors, Mitre de Santiago del Estero y All Boys.

## Estadísticas
- Actualizado al 20 de agosto de 2025

| Club                              | Div.                | Temporada           | Liga  | Liga  | Copa nacional | Copa nacional | Copa internacional | Copa internacional | Total | Total |
| Club                              | Div.                | Temporada           | Part. | Goles | Part.         | Goles         | Part.              | Goles              | Part. | Goles |
| --------------------------------- | ------------------- | ------------------- | ----- | ----- | ------------- | ------------- | ------------------ | ------------------ | ----- | ----- |
| Unión Argentina                   | 2.ª                 | 2009/10             | 18    | 1     | —             | —             | —                  | —                  | 18    | 1     |
| Unión Argentina                   | 2.ª                 | 2010/11             | 18    | 0     | —             | —             | —                  | —                  | 18    | 0     |
| Unión Argentina                   | 1.ª                 | 2011/12             | 7     | 0     | —             | —             | —                  | —                  | 7     | 0     |
| Unión Argentina                   | 1.ª                 | 2012/13             | 24    | 0     | 1             | 0             | —                  | —                  | 25    | 0     |
| Unión Argentina                   | 2.ª                 | 2013/14             | 21    | 0     | 1             | 0             | —                  | —                  | 22    | 0     |
| Unión Argentina                   | 2.ª                 | 2014                | —     | —     | —             | —             | —                  | —                  | 0     | 0     |
| Unión Argentina                   | 1.ª                 | 2015                | 5     | 0     | —             | —             | —                  | —                  | 5     | 0     |
| Unión Argentina                   | Total               | Total               | 93    | 1     | 2             | 0             | 0                  | 0                  | 95    | 1     |
| Douglas Haig Argentina            | 2.ª                 | 2016                | 18    | 0     | 1             | 0             | —                  | —                  | 19    | 0     |
| Douglas Haig Argentina            | Total               | Total               | 18    | 0     | 1             | 0             | 0                  | 0                  | 19    | 0     |
| Independiente Rivadavia Argentina | 2.ª                 | 2016/17             | 24    | 0     | 1             | 0             | —                  | —                  | 25    | 0     |
| Independiente Rivadavia Argentina | 2.ª                 | 2017/18             | 23    | 1     | 0             | 0             | —                  | —                  | 23    | 1     |
| Independiente Rivadavia Argentina | 2.ª                 | 2022                | 25    | 0     | 1             | 0             | —                  | —                  | 26    | 0     |
| Independiente Rivadavia Argentina | 2.ª                 | 2023                | 32    | 2     | 1             | 0             | —                  | —                  | 33    | 2     |
| Independiente Rivadavia Argentina | 1.ª                 | 2024                | 2     | 0     | 11            | 1             | —                  | —                  | 13    | 1     |
| Independiente Rivadavia Argentina | Total               | Total               | 106   | 3     | 14            | 1             | 0                  | 0                  | 120   | 4     |
| Argentinos Argentina              | 1.ª                 | 2018/19             | 2     | 0     | 1             | 0             | —                  | —                  | 3     | 0     |
| Argentinos Argentina              | Total               | Total               | 2     | 0     | 1             | 0             | 0                  | 0                  | 3     | 0     |
| Mitre (SdE) Argentina             | 2.ª                 | 2019/20             | 20    | 0     | 1             | 0             | —                  | —                  | 21    | 0     |
| Mitre (SdE) Argentina             | Total               | Total               | 20    | 0     | 1             | 0             | 0                  | 0                  | 21    | 0     |
| All Boys Argentina                | 2.ª                 | 2020                | 7     | 0     | —             | —             | —                  | —                  | 7     | 0     |
| All Boys Argentina                | 2.ª                 | 2021                | 27    | 0     | —             | —             | —                  | —                  | 27    | 0     |
| All Boys Argentina                | Total               | Total               | 34    | 0     | 0             | 0             | 0                  | 0                  | 34    | 0     |
| Deportivo Táchira · Venezuela     | 1.ª                 | 2024                | 20    | 3     | —             | —             | —                  | —                  | 20    | 3     |
| Deportivo Táchira · Venezuela     | 1.ª                 | 2025                | 20    | 0     | 2             | 0             | 5                  | 0                  | 27    | 0     |
| Deportivo Táchira · Venezuela     | Total               | Total               | 40    | 3     | 2             | 0             | 5                  | 0                  | 47    | 3     |
| Total en su carrera               | Total en su carrera | Total en su carrera | 313   | 7     | 21            | 1             | 5                  | 0                  | 339   | 8     |

## Palmarés

### Campeonatos nacionales
| Título           | Club                    | País      | Año  |
| ---------------- | ----------------------- | --------- | ---- |
| Primera Nacional | Independiente Rivadavia | Argentina | 2023 |
| Torneo Clausura  | Deportivo Táchira       | Venezuela | 2024 |
| Primera División | Deportivo Táchira       | Venezuela | 2024 |

### Otros logros
| Título                     | Club              | País      | Año  |
| -------------------------- | ----------------- | --------- | ---- |
| Ascenso a Primera División | Unión de Santa Fe | Argentina | 2011 |
| Ascenso a Primera División | Unión de Santa Fe | Argentina | 2014 |